# Фюрербункер
Фюрербу́нкер (Führerbunkerо файле) — комплекс подземных помещений (бункер) в Берлине, размещённых, главным образом, в саду рейхсканцелярии и построенных в два этапа в 1936 и 1944 годах. Бункер стал последним убежищем Адольфа Гитлера в течение последних 4 месяцев существования национал-социалистического режима в Германии — он служил последней штаб-квартирой фюрера с 16 января по 30 апреля 1945 года; здесь Гитлер 29 апреля женился на Еве Браун. Менее чем через 40 часов после свадьбы Гитлер покончил с собой в этом бункере. Также в бункере совершили самоубийство некоторые другие нацистские руководители, включая Геббельса с семьёй.
После войны старое и новое здания Рейхсканцелярии оказались в советской зоне оккупации и были снесены, но оба бункера, старый и новый, оставались по большей части не тронуты до 1988 года, когда началась коренная реконструкция этого квартала города и бункер был частично уничтожен. Несколько сохранившихся помещений бункера недоступны для посещения, долгое время место его не было никак отмечено, и только в 2006 году установлена небольшая табличка.

## Строительство и устройство
Бункер рейхсканцелярии был выстроен как небольшое бомбоубежище для краткого пребывания, потому что большую часть войны Гитлер провёл вне столицы. Усилившиеся бомбардировки Берлина привели к тому, что это убежище было наскоро расширено. Комплекс состоял из Форбункера («передний», то есть верхний бункер), выстроенного в 1936 году, и Фюрербункера, который располагался на 2,5 метра глубже Форбункера с юго-западной его стороны и был построен к 1944 году. Форбункер и Фюрербункер соединяла коленчатая лестница с бронированными дверьми с обеих сторон.
Форбункер располагался на 1,5 м глубже подвала под фойе старого здания Рейхсканцелярии на Вильгельмштрассе, 77. Фюрербункер глубиной 8,5 метров был выкопан в саду старой Рейхсканцелярии в 120 метрах к северу от здания новой Рейхсканцелярии на Фоссштрассе, 6. Кроме большего заглубления, Фюрербункер был и значительно сильнее укреплён, толщина верхнего перекрытия из железобетона достигала 3 м. 30 малых комнат были защищены плитой толщиной 4 м и имели выходы в главное здание и запасный в сад. Строительством бункера занималась компания Hochtief в рамках общего расширения программы подземного строительства в Берлине с 1940 года. Помещения для Гитлера в бункере были к февралю 1945 года обставлены мебелью из здания канцелярии и украшены несколькими картинами.
Бункер был устроен следующим образом: спустившись по лестнице и пройдя бронированную дверь, попадали в длинный коридор с комнатами по обеим сторонам. Справа были генератор и телефонная станция. Слева — спальня и гостиная Евы Браун (она же комната для близких гостей Гитлера), и передняя (гостиная Гитлера), из которой был проход в кабинет Гитлера. На стене висел большой портрет одного из кумиров фюрера — Фридриха Великого. Сквозь дверь был доступ в скромную спальню Гитлера, рядом с которой была большая конференц-зала с картой, из которой была также дверь в переднюю.
Комплекс был самодостаточен, но расположен ниже уровня грунтовых вод, и в нём было очень сыро. Насосы постоянно откачивали воду. Для электроснабжения был дизель-генератор, вода поднималась из колодца. Для связи были аппарат телеграфной/телетайпной сети «Телекс», телефонный узел и армейская радиостанция с наружной антенной. К концу войны в связи с общим упадком Рейха Гитлер большую часть новостей получал из радиотрансляций Би-Би-Си и с курьерской почтой.

## Гитлер в бункере
Гитлер с ближайшим окружением, включая Бормана, перебрался в Фюрербункер 16 января 1945 года. Ева Браун и Йозеф Геббельс присоединились к нему в апреле, а Магда Геббельс с шестерыми детьми расположились в Форбункере, где также укрывались около тридцати человек персонала и врачей. Среди них секретари Гитлера, в том числе Траудль Юнге, медсестра Эрна Флегель и обершарфюрер Рохус Миш — телохранитель Гитлера и одновременно связист. Первоначально Гитлер проводил ежедневные военные советы в одном из своих кабинетов в уцелевшем крыле Рейхсканцелярии, а после них пил чай с секретарями, прежде чем вернуться в бункер на ночь. Через несколько недель Гитлер перестал покидать бункер надолго, выходя лишь на прогулки в сад канцелярии со своей собакой Блонди. В бункере было тесно, атмосфера была угнетающей, авианалёты шли ежедневно. Гитлер оставался в нижнем бункере, где было потише и было возможно спать, но военные советы затягивались далеко за полночь, порой до пяти утра.
Когда 16 апреля Красная армия начала штурм Берлина, а 19 апреля — окружение города, Гитлер перестал появляться на поверхности. В последний раз он вышел 20 апреля на свой 56-й день рождения в разбомбленный сад канцелярии, где награждал Железными крестами бойцов Гитлерюгенда. В тот же день была произведена его последняя прижизненная киносъёмка, а Берлин впервые подвергся обстрелу советской артиллерией.
Гитлер отрицал серьёзность положения и надеялся на войска группы Штайнера, которому 21 апреля приказал атаковать северный фланг советских войск, а 9-й армии, находившейся юго-восточнее города, наступать на север, чтобы взять наступающих в клещи. Тем же вечером советские танки вышли к пригородам Берлина. 22 апреля на ежедневном совещании Гитлер получил известие, что маленькая и потрёпанная группа Штайнера не двинулась с места. Он был в ярости, но наступление было невозможно. После этого Гитлер впервые говорил, что война проиграна, обвиняя в этом генералов. Он провозгласил, что останется в Берлине и в конце застрелится.
25 апреля проникновение Красной армии в Берлин, несмотря на команды из бункера, усилилось. Не было сомнений в том, что немецкая оборона может лишь отсрочить падение города. Гитлер вызвал из Мюнхена маршала Роберта фон Грейма, которого назначил главой люфтваффе вместо Геринга, и фон Грейм прилетел в бункер 26 апреля с Ханной Райч.
28 апреля Гитлер узнал, что Гиммлер ведёт переговоры об условиях сдачи и счёл его предателем. Представитель Гиммлера в Берлине Фегелейн был расстрелян после попытки дезертирства, Гитлер приказал арестовать Гиммлера. В тот же день Кребс в последний раз звонил из бункера главнокомандующему вермахтом Кейтелю в Фюрстенберг. Кребс говорил, что до конца осталось двое суток, если не подойдёт помощь. Кейтель обещал надавить на командующих 12-й армией (Венка) и 9-й армией (Буссе). Тем временем Борман телеграфировал Дёницу, что Рейхсканцелярия обращена в руины, зарубежные СМИ сообщают о всё новых случаях предательства, и потому Шёрнер, Венк и другие должны немедленно доказать свою верность, оказав помощь фюреру.
Тем же вечером новоиспечённый командир Люфтваффе фон Грейм вылетел с Райч из Берлина на лёгком учебном самолёте с приказом организовать атаку советских войск, которые уже достигли Потсдамской площади в квартале от бункера. Вечером 28 апреля Венк рапортовал Кейтелю, что 12-я армия отбита по всему фронту и освободить Берлин не может, после чего Кейтель разрешил ему оставить попытки.
Вскоре после полуночи на 29 апреля Гитлер женился на Еве Браун. Скромная гражданская церемония прошла в бункере. После этого он в соседней комнате надиктовал Юнге завещание. Приблизительно в 4 часа завещание свидетельствовали и подписали Кребс, Бургдорф, Геббельс и Борман, после чего Гитлер удалился ко сну.
Вечером 29 апреля Кребс радировал Йодлю: «Требуем немедленного рапорта: 1) позиции передовых частей Венка; 2) время атаки; 3) позиции 9-й армии; 4) место прорыва 9-й армии; 5) позиции передовых частей Хольсте». Рано утром 30 апреля Йодль ответил: «1) Венк разбит южнее Швиловзе; 2) 12-я армия, следовательно, наступление на Берлин продолжать не может; 3) 9-я армия, по большей части, окружена; 4) Хольсте отбивается».
Бригадефюрер СС Монке, командующий центральным округом Берлина, утром 30 апреля рапортовал Гитлеру, что не продержится и двух суток. После этого Вейдлинг рапортовал Гитлеру, что у защитников города к вечеру, вероятно, закончатся боеприпасы, и снова просил разрешения прорываться, и получил его около часа дня. Около 15:30 30 апреля Гитлер застрелился, а Ева Браун приняла цианистый калий. Согласно приказу Гитлера их тела были сожжены в саду Рейхсканцелярии. По завещанию Гитлера новым главой немецкого правительства стал Геббельс. Геббельс и Борман радировали в 3:15 Дёницу, что Гитлер умер и Дёниц стал главой государства — рейхспрезидентом.
Около 4 утра 1 мая Кребс связался с командующим 8-й гвардейской армии Чуйковым, Чуйков потребовал безоговорочной капитуляции. Кребс не имел полномочий согласиться и вернулся в бункер. После полудня Геббельс отравил детей и с женой покинул бункер около половины девятого. О том, что последовало за этим, повествуют несколько версий. Согласно одной из них, Геббельс застрелил жену, а потом застрелился сам. Согласно другой, они оба раскусили ампулы с цианидом и тут же были застрелены, чтобы не мучиться. Эсэсовец Швагерман, адъютант Геббельса, в 1948 году показал, что Геббельсы вышли в сад, а он оставался на лестнице, откуда услышал два выстрела, вышел на поверхность и увидел их обоих мёртвыми. Согласно приказу Геббельса, он позвал другого эсэсовца, они несколько раз выстрелили в Геббельса, и он не показал признаков жизни. Тела были залиты бензином и подожжены, но обгорели не сильно и остались не похоронены.
Вейдлинг отдал приказ прорываться на северо-запад, и этот план начали осуществлять около 23 часов. Первую группу из канцелярии вёл Монке, попытка прорваться сквозь советское окружение была безуспешна, и на следующий день они попали в плен. Как и пленённые из бункера, Монке оказался в руках СМЕРШ. Третья попытка прорыва из канцелярии состоялась около часа ночи 2 мая, и Борману удалось переправиться через Шпрее. Прорывавшийся тем же маршрутом Аксман засвидетельствовал, что видел тело Бормана неподалёку от моста Вейдендаммер.
Около часа ночи 2 мая 1945 года советские радисты перехватили сообщение 55-го бронекорпуса о немедленном прекращении огня. В Фюрербункере застрелились Кребс и Бургдорф. Последними защитниками канцелярии и бункера были, в основном, французы из 33-й гренадерской дивизии СС «Шарлемань», солдаты 11-й добровольческой дивизии «Нордланд», силы латвийских и испанских соединений СС. До раннего утра 2 мая бункер окружали французы из «Шарлемани». Советские войска взяли Рейхсканцелярию, Вейдлинг сдался в 6 утра и в 8:23 закончил разговор с Чуйковым. После того, как все покинули бункер или покончили с собой, последним остался электромеханик Йоханнес Хентшель, который обеспечивал водой и электричеством госпиталь в канцелярии. Хентшель сдался Красной армии в 9 утра 2 мая. Тела детей Геббельса были найдены 3 мая. Шестеро лежали в постелях, на лицах — явные следы отравления цианистым калием.

## После Второй мировой войны
Первые послевоенные фотографии интерьеров Фюрербункера сделаны в июле 1945 года. 4 июля Джеймс О’Доннел осмотрел бункер, дав советскому часовому пачку сигарет. В следующие недели бункер посещали солдаты, дипломаты и политические деятели, например, 14 июля Канцелярию и бункер осматривал Черчилль. 11 декабря 1945 года советские войска позволили союзникам осмотреть бункер. По два представителя от каждой страны наблюдали за тем, как немцы копают, в том числе, на месте, откуда в мае были эксгумированы останки Гитлера. В этот раз обнаружили две его шляпы, бельё с инициалами Евы Браун и записки Гитлеру от Геббельса. Работу не удалось продолжить: на следующий день часовой от НКВД обвинил их в краже документов из канцелярии и не пустил.
Оба здания Рейхсканцелярии были снесены советскими оккупационными войсками в 1945—1949 годах в процессе уничтожения всяких свидетельств существования нацистской Германии. Предварительно 16 мая 1946 года интерьеры были тщательно описаны и обмерены. Бункер уцелел в частично затопленном состоянии. В декабре 1947 года советские войска пытались его подорвать, но не смогли снести ничего, кроме перегородок. В 1959 году власти ГДР начали систематическое уничтожение канцелярии и бункера. Недалеко от этого места прошла Берлинская стена, поэтому участок оставался в запустении до 1988—1989 годов. После этого в ходе застройки района находили различные части бункерного комплекса, которые были уничтожены, а другие части подземелий Рейхсканцелярии — заполнены грунтом или закрыты обратно. Чтобы место не стало достопримечательностью, его застроили. На месте запасного выхода в сад канцелярии, например — парковка.
8 июня 2006 года при подготовке к чемпионату мира по футболу место расположения фюрербункера было отмечено табличкой с его схематическим изображением на углу двух небольших улиц в трёх минутах от Потсдамской площади (Ин-ден-Министергартен и Гертруд-Кольмарштрассе). В церемонии открытия таблички принял участие один из последних на тот момент живых обитателей бункера телохранитель Гитлера Рохус Миш.
В настоящее время в Берлине действует музей, в котором собраны материалы о фюрербункере, экспонируется модель бункера и реконструкция его комнат с мебелью.

## Фюрербункер в кино
- «Последний акт» — фильм 1955 года режиссёра Георга Вильгельма Пабста.
- «Освобождение», фильм 5-й
- «Бункер» — фильм 1981 года с Энтони Хопкинсом в главной роли.
- «Бункер» — фильм 2004 года с Бруно Ганцем в главной роли.